# Alfredo Pérez
Alfredo Ricardo Pérez (10 aprile 1924 – 23 agosto 1994) è stato un calciatore argentino, di ruolo difensore.

## Caratteristiche tecniche
Giocò tutta la sua carriera nel ruolo di difensore centrale.

## Carriera

### Club
Pérez, soprannominato El Gallego (il galiziano), entrò a far parte della prima squadra del Rosario Central nel 1949. Giocò due campionati di massima serie con questa maglia, ottenendo un 12º e un 18º posto. Nel 1951 fu acquistato dal River Plate, che in quella stagione aveva come tecnico José Minella; l'annata si concluse con il terzo posto. L'anno seguente Pérez vinse il campionato con il club, mettendo a referto 19 presenze; l'8 giugno 1952 segnò una autorete durante il Superclásico alla Bombonera, divenendo il secondo giocatore della storia del River a marcare nella propria porta durante tale derby dopo Alberto Cuello (autore di un autogol nel 1933). Nel 1953 arrivò il secondo titolo, con il difensore a quota 30 partite giocate su 30 disponibili. Partecipò inoltre alla vittoria dei tre campionati consecutivi tra il 1955 e il 1957, sempre come parte integrante della formazione titolare. Lasciò il River nel 1960, anno in cui cessò l'attività agonistica.

### Nazionale
Tra il 1957 e il 1958 Pérez fu incluso tra i convocati della Nazionale argentina di calcio: giocò due amichevoli e una partita delle qualificazioni al campionato mondiale di calcio 1958, venendo in seguito chiamato per prendere parte alla manifestazione, in programma in Svezia. Durante il Mondiale non fu mai utilizzato dal CT Stábile, che gli preferì Federico Vairo (suo compagno di squadra al River Plate).

## Palmarès

### Club

#### Competizioni nazionali
- Campionato argentino: 5

River Plate: 1952, 1953, 1955, 1956, 1957